# Transformador pla

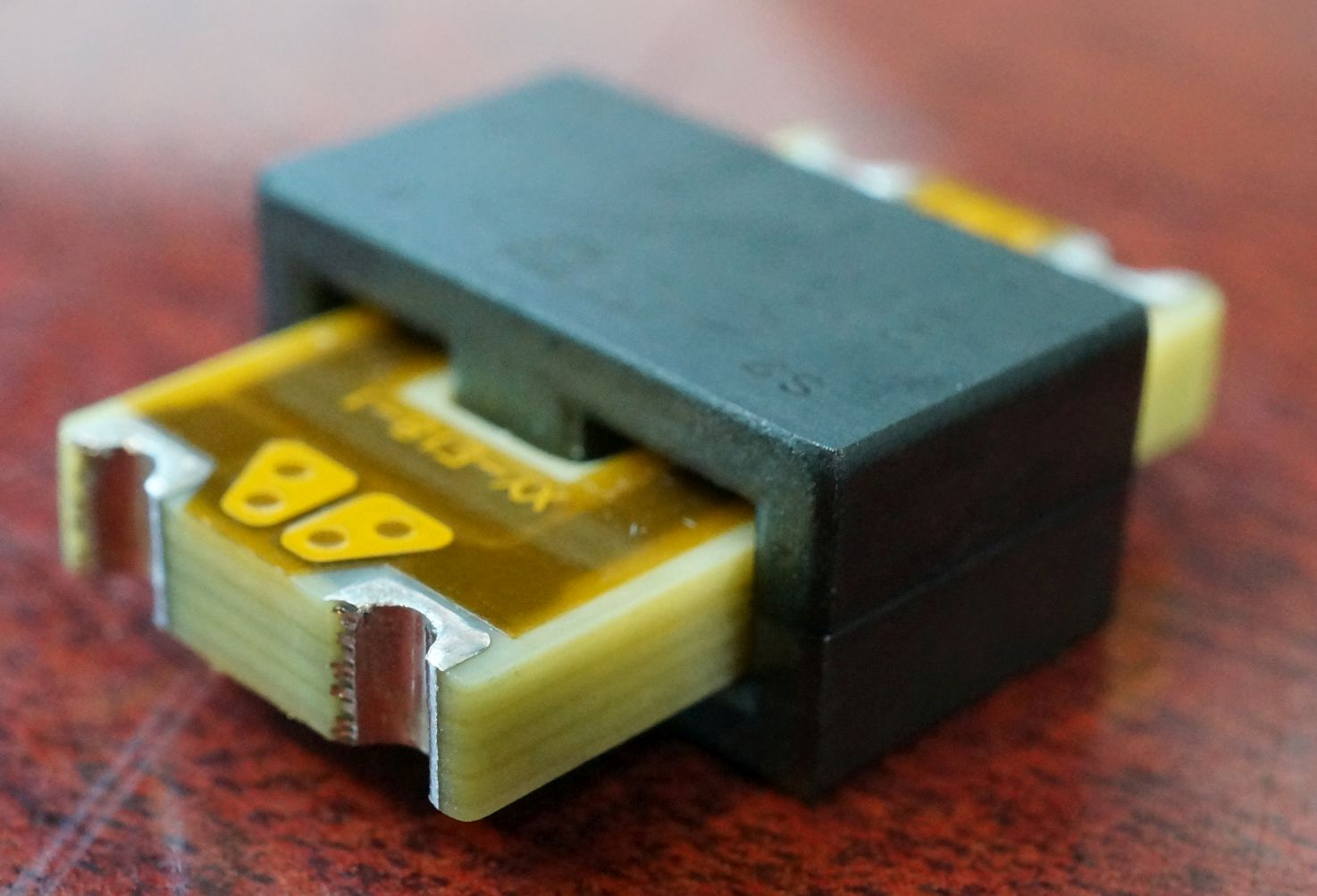
Transformador pla

Els transformadors plans són dispositius utilitzats segons estàndards exactes amb característiques elèctriques precises com ara la capacitat, la sortida i la relació d'aspecte. S'utilitzen en projectes militars i aeroespacials.

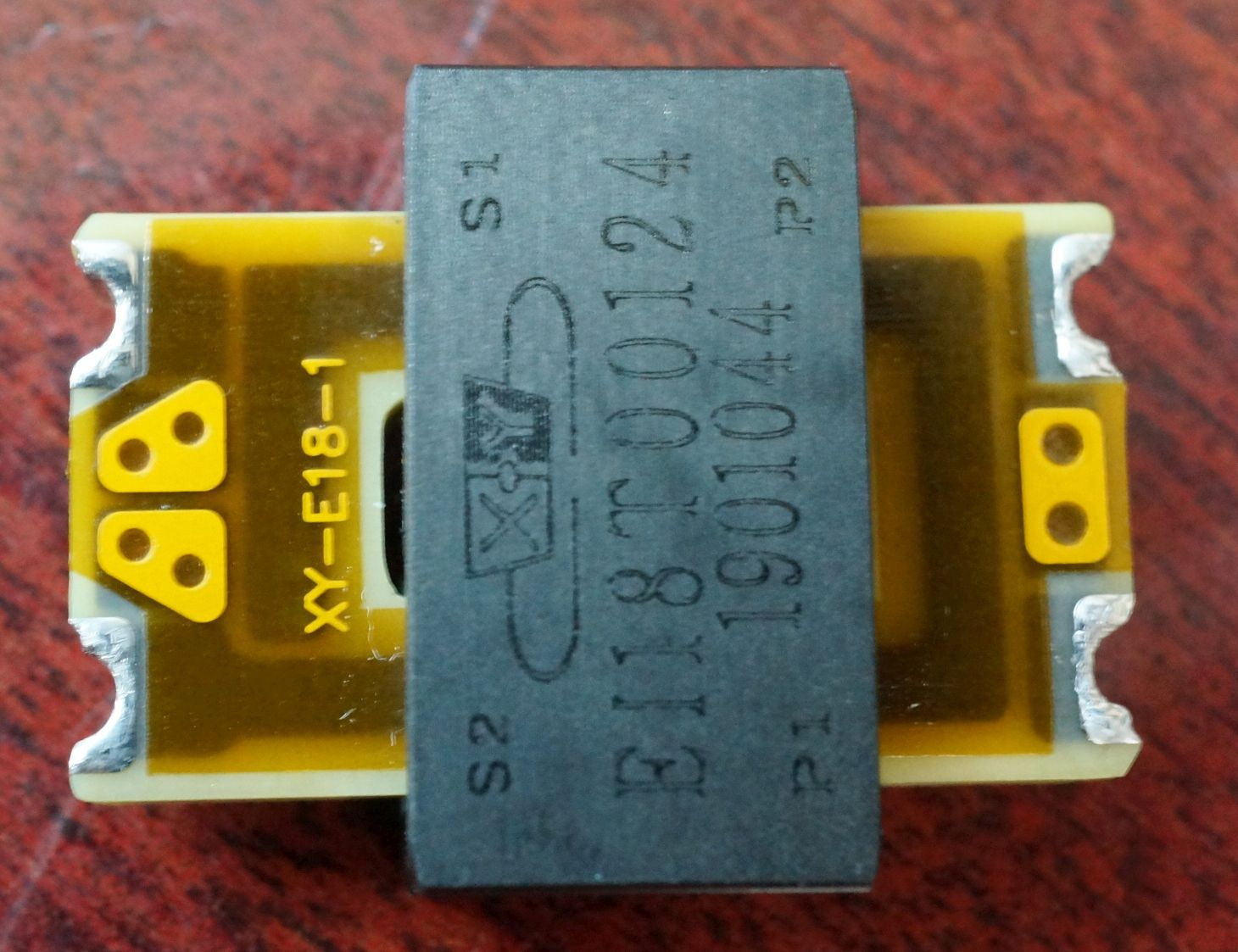
Vista superior del transformador pla

Els transformadors planars són transformadors d'alta freqüència utilitzats en fonts d'alimentació aïllades en mode de commutació que funcionen a alta freqüència. A diferència dels transformadors convencionals "bobinats amb filferro sobre una bobina", els transformadors plans solen contenir espires de bobinatge fetes de fines làmines de coure reblades entre si als extrems de les espires en el cas de bobinats d'alt corrent, o bobinatges gravats en una PCB en una forma espiral. Com que els conductors actuals són làmines primes de coure, la freqüència de funcionament no està limitada per l'efecte pel·licular. Com a tal, els convertidors d'alta potència construïts amb transformadors plans es poden dissenyar per funcionar a freqüències de commutació relativament altes, sovint 100 kHz o superior. Això redueix la mida dels components magnètics i condensadors necessaris, augmentant-ne així la densitat de potència.

## Avantatges respecte als homòlegs convencionals
- Alta densitat de potència
- Alçada significativament reduïda (perfil baix)
- Major superfície, el que resulta en una millora de la capacitat de dissipació de calor
- Major àrea de secció magnètica, permetent menys girs
- Zona de bobinatge més petita
- L'estructura sinuosa facilita l'entrellaçat
- Menor inductància de fuites resultant de menys voltes i bobinatges intercalats
- Menor resistència al bobinat de CA
- Excel·lent reproductibilitat, habilitada per l'estructura de bobinatge[4]